# Käärijä
Jere Pöyhönen (Vantaa, 21 de octubre de 1993), conocido profesionalmente como Käärijä (pronunciación en finés: /ˈkæːrijæ/), es un rapero, cantante y compositor finlandés. En 2020, lanzó su álbum debut Fantastista. Representó a Finlandia en el Festival de la Canción de Eurovisión 2023 con la canción «Cha Cha Cha», y quedó en segundo lugar con un total de 526 puntos. 
Käärijä, también participó en el Festival de la Canción de Eurovisión en 2025 (sin ser representante de ninguna nación, siendo invitado), con la canción #Eurodab, donde también cantó Baby Lasagna (representante de Croacia en Eurovisión 2024). Ambos fueron recibidos al ser dos de los artistas más reconocidos en los últimos 2 años del Festival de la Canción de Eurovisión.

## Biografía

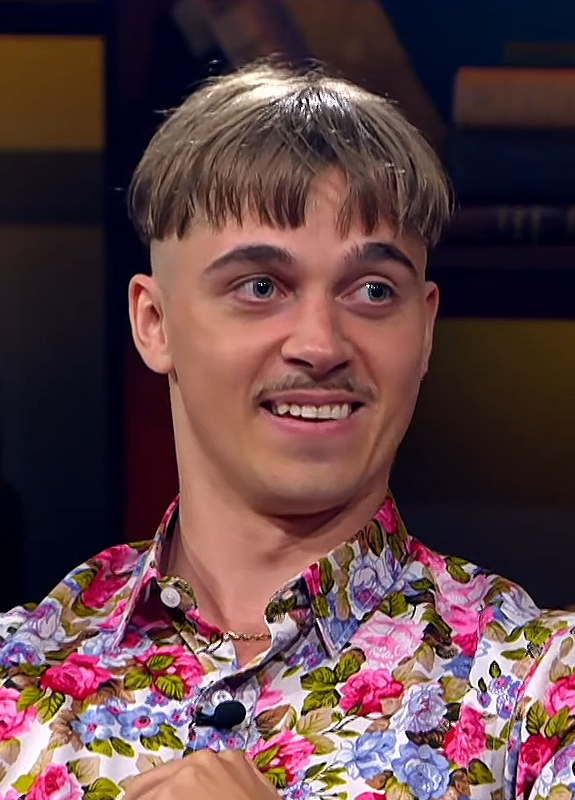
Käärijä en 2021

Pöyhönen creció en el barrio Ruskeasanta de Vantaa, Gran Helsinki. Descubrió su pasión por la música mientras aprendía a tocar la batería, y comenzó a producir música en 2014. Su nombre artístico proviene de una broma con sus amigos sobre las apuestas, un tema recurrente en su música.
Pöyhönen lanzó su música de forma independiente hasta 2017, cuando firmó con el sello discográfico Monsp Records. Posteriormente, lanzó el sencillo doble "Koppi tules" / "Nou roblem". Al año siguiente, lanzó un extended play titulado Peliä. En 2020, se lanzó su álbum debut Fantastista.
El 11 de enero de 2023, Pöyhönen fue anunciado como uno de los siete participantes en Uuden Musiikin Kilpailu 2023, la selección nacional finlandesa para el Festival de la Canción de Eurovisión 2023. Su canción "Cha Cha Cha" fue coescrita con Aleksi Nurmi y Johannes Naukkarinen, y se publicó el 18 de enero de 2023. Käärijä se impuso en UMK con 539 puntos y fue elegido como representante de Finlandia en Eurovisión 2023.

## Vida personal
Pöyhönen ha hablado de sufrir colitis ulcerosa desde su adolescencia, que culminó con una cirugía de extirpación intestinal de emergencia en 2014. La cicatriz del estoma que tuvo que usar durante cinco meses después todavía está visible en la parte inferior de su estómago. Ha dicho que quiere ser abierto sobre su experiencia con la enfermedad, para animar a otros a hacerse pruebas.
Antes de centrarse en su carrera musical, Pöyhönen solía jugar al hockey sobre hielo.

## Discografía

### EP
- 2018 – Pelia

### Álbumes de estudio
| Título            | Detalles | Posiciones más altas en listas |
| Título            | Detalles | FIN                            |
| ----------------- | --- | ------------------------------ |
| Fantastista       | - Lanzamiento: 2020 - Discográfica: Monsp Records - Formato: CD, LP, descarga digital, streaming                          | 4                              |
| People's Champion | - Lanzamiento: 1 de noviembre de 2024 - Discográfica: Warner Music Finland - Formato: CD, LP, descarga digital, streaming | 2                              |

### Sencillos
| Título                                   | Año  | Posiciones más altas en listas | Álbum       |
| Título                                   | Año  | FIN                            | Álbum       |
| ---------------------------------------- | ---- | ------------------------------ | ----------- |
| "Heila" (featuring Urho Ghettonen)       | 2016 | —                              |             |
| "Urheilujätkä" (featuring Jeskiedes)     | 2016 | —                              |             |
| "Puun takaa"                             | 2016 | —                              |             |
| "Tuuliviiri"                             | 2017 | —                              |             |
| "Ajoa"                                   | 2017 | —                              |             |
| "Koppi tules" / "Nou roblem"             | 2017 | —                              |             |
| "Klo23"                                  | 2018 | —                              | Peliä       |
| "Puuta heinää"                           | 2018 | —                              | Peliä       |
| "Viulunkieli"                            | 2018 | —                              | Fantastista |
| "Rock rock"                              | 2019 | —                              | Fantastista |
| "Hirttää kiinni"                         | 2019 | —                              | Fantastista |
| "Mic mac"                                | 2019 | —                              | Fantastista |
| "Paidaton riehuja"                       | 2020 | —                              |             |
| "Menestynyt yksilö"                      | 2021 | —                              |             |
| "Siitä viis"                             | 2021 | —                              |             |
| "Välikuolema"                            | 2022 | —                              |             |
| "Cha Cha Cha"                            | 2023 | —                              |             |
| "It's Crazy It's Party" (con Tommy Cash) | 2023 | —                              |             |
| "Huhhahhei"                              | 2023 | —                              |             |
| "Ruoska" (Con Erika Vikman)              | 2024 |                                |             |
| "Kot Kot"                                | 2024 |                                |             |
| “TRAFIK!” (con Joost Klein)              | 2024 |                                |             |